# Connor Wood
Connor Wood (Guelph, Ontario, Canadá, 29 de mayo de 1993) es un jugador de baloncesto canadiense. Mide 1,93 metros y juega de escolta y su actual equipo es el Club Ourense Baloncesto de la Liga LEB Oro de España. Es internacional con la Selección de baloncesto de Canadá.

## Carrera deportiva
Formado en la Universidad de Carleton en Canadá, tras acabar en 2017 comenzaría su carrera profesional en la NBL canadiense en las filas de Niagara River Lions con el que jugaría 44 partidos en la temporada 2017-2018. En el año 2017 disputó los juego universitarios con la selección de Canadá en Taiwán.
Durante la temporada 2018-2019 se marcha a Europa para jugar en las filas del Uni Baskets Paderborn de la Pro A (segunda división alemana). Regresaría a la CEBL canadiense para jugar en Guelph Nighthawks de su ciudad natal y, acabaría la temporada, en UJAP Quimper, equipo de la Pro B francesa. En el equipo francés disputó 7 partidos en los que promedió 8.9 puntos, 1.9 rebotes y 1.5 asistencias con un 42.4% en tiros de tres. 
En agosto de 2019, llega a Espara para firmar por el Club Ourense Baloncesto de la Liga LEB Oro, donde disputó 24 partidos con promedios de 9 puntos, 2.7 rebotes y 1 asistencia, volviendo a destacar por su gran acierto (61/133, 46%) en el tiro de tres.